# XII Congresso nazionale del Partito Comunista Cinese
L'XII Congresso del Partito Comunista Cinese si tenne fra il 1º e l'11 settembre 1982. Vi è stato tracciato il percorso della modernizzazione attraverso il socialismo.
Coincise con il periodo in cui Deng Xiaoping fu presidente della Commissione consultiva centrale.